# Français montréalais
Le français montréalais est un ensemble de variétés du français québécois qui regroupe les parlers de Montréal et de sa région. Il fait partie des variétés du français québécois de l'ouest de la vallée du Saint-Laurent jusqu'à Trois-Rivières. Certains linguistes l'assimilent au joual envisagé en tant que variété régionale.

## Caractéristiques structurelles
Le français montréalais partage, en général, les caractéristiques des autres variétés du français québécois de l'ouest, à l'instar du français parlé à Trois-Rivières, caractéristiques que les parlers de l'est ne partagent pas,,.
- Il présente des voyelles longues dans des contextes lexiques où le français québécois de l'est présente des voyelles brèves : photo se prononce [foto], lacet se prononce [lɑsɛ], baleine se prononce [balɛ̃ːn] ou [balaɛ̯n] et arrête se prononce [aʁaɛ̯t][5],[6],[7].
- Il maintient l'allongement des voyelles fermées /i/, /y/, /u/ devant les consonnes allongeantes /v/, /z/, /ʒ/, /vʁ/ (comme dans livre, église, tige) tandis que l'est pratique le relâchement de ces voyelles, notamment dans les régions du Saguenay–Lac-Saint-Jean, de Québec-Rive-Nord et de la Beauce incluant les comtés en continuum jusqu'au fleuve[8].
- Il se distingue traditionnellement des autres variétés du français québécois par la prononciation du /r/ alvéolaire [r], mais ce phénomène est en régression au profit du /r/ uvulaire [ʁ][9],[10].
- La chute du /l/ dans les articles définis et les pronoms clitiques (comme dans « à (la) gare », « j'(la)a connais ») est généralisée[11],[12].
- Les finales en -age sont prononcées [ɑɔ̯ʒ][13],[14].
- Les mots d'origine anglaise sont prononcés en calquant la phonologie de l'anglais américain : hamburger se prononce [ambɚɡɚ], short se prononce [ʃɔɹt], barbecue se prononce [bɑɹbɪkju][15],[16], etc.